# Dicliptera vestita
Dicliptera vestita là một loài thực vật có hoa trong họ Ô rô. Loài này được Benoist mô tả khoa học đầu tiên năm 1927 publ. 1928.